# Ley de Medidas sobre Urbanismo y Suelo de Castilla y León
La Ley de Medidas sobre Urbanismo y Suelo de Castilla y León tiene por objeto de regular la actividad urbanística en la Comunidad de Castilla y León.
La ley del suelo de Castilla y León denominada Ley de Urbanismo y Suelo es la ley 5/1999 de 8 de abril, modificada de un modo sustancial por medio de la ley 4/2008 de 15 de septiembre con lo cual la referencia urbanística de Castilla y León es esta última ley de referencia. Conforme a las disposiciones constitucionales. En ejercicio de esta atribución fue promulgada la Ley 5/1999, de 8 de abril, de Urbanismo de Castilla y León, con el objeto de regular íntegramente la actividad urbanística en la Comunidad Autónoma.

## Estructura de la ley
La ley dispone de 150 artículos, y 6 disposiciones adicionales. se estructura en 8 títulos que establecen los siguientes desarrollos:
- Título Preliminar: Objetivos y principios generales
- Título I: Régimen del suelo
- Título II: Planeamiento Urbanístico
- Título III: Gestión Urbanística
- Título IV: Intervención en el uso del suelo
- Título V: Intervención en el mercado del suelo
- Título VI: Ordenación y coordinación administrativa.
- Título VII: Información Urbanística y participación social.

## Competencia autonómica
Pero el que tiene el régimen de competencias en normativa y ejecución son las comunidades autónomas y en el caso de Castilla y León la competencia es exclusiva en lo que se refiere al urbanismo. La dirección y el control corresponden tanto a la Comunidad como a los municipios.
La ley 5/99 “Ley de Urbanismo de Castilla y León (LUCyL)” regula tanto los derechos como los deberes de los distintos agentes que intervienen en todo el proceso de la urbanización.

## Clasificación y Calificación del suelo
La ley determina las siguientes clasificaciones del suelo: urbano, urbanizable y rústico
- El suelo urbano es aquel que está integrado de forma legal y efectiva en la red de dotaciones y servicios de un núcleo de población con los siguientes 4 servicios, acceso público, suministro de agua, saneamiento y electricidad, la categorización de este suelo se establece en consolidado y no consolidado, agrupándose este último en sectores.
- El suelo urbanizable, atendiendo a las disposiciones de la ley del suelo estatal TR2008, establece que será aquel exclusivamente justificado para su desarrollo y que sea colindante con el suelo urbano (salvo cuando sea para uso industrial o esté separado por otros sectores o esté previsto en un instrumento de planeamiento)
- El suelo rústico marca la ley que será el residual, es decir el resto del suelo, y serán los preservados por la urbanización debido a su protección, valores naturales o culturales, la ley establece hasta 10 categorías de suelo rústico.

Las anteriores clasificaciones y calificaciones del suelo son aplicables con restricciones a los municipios sin planeamiento urbanístico, en estos se establecen suelo urbano, que será aquel que forma parte del núcleo de población y está integrado en la malla urbana con suministro de agua, saneamiento y electricidad), y suelo rústico que será el resto, aquí se obvia la clasificación de suelo urbanizable. El suelo urbano se califica, en estos municipios sin planeamiento, como consolidado y aquí los propietarios tendrán derecho a edificar, previa licencia y siempre que completen su condición de solar y cedan al ayuntamiento los terrenos necesarios para regularizar las vías.

## Planeamiento urbanístico
Instrumentos de Planeamiento General:
- Planes Generales de Ordenación Urbana. Estos son obligatorios para municipios de más de 20.000 habitantes o centros comarcales.

- Normas Urbanísticas Municipales. Obligatorias para municipios de más de 500 habitantes que no tengan PGOU.

- Normas Urbanísticas de Coordinación y Normas Urbanísticas Territoriales para los ámbitos de las terminaciones municipales y los que no tienen planeamiento.

Instrumentos de Planeamiento de Desarrollo.
- Estudios de Detalle (para suelo urbano)
- Planes parciales (para suelo urbanizable)
- Planes Especiales
- Planes Especiales de Protección
- Planes Especiales de Reforma Interior (PERI)

Estándares Urbanísticos
La ley de Urbanismo y Suelo de Castilla y León establece la especial importancia del medio natural y cultural, así como su influencia en el urbanismo, estos aspectos inspiran los medionados estándares urbanísticos que seguidamente se describen 
- En Suelo Urbano Consolidado, se establece que los fondos, volúmenes y alturas no superarán los niveles característicos. Se indica un máximo de 100 viviendas o 15.000 m2t por ha.
- En suelo Urbano No Consolidado o Suelo urbanizable, se establece más especificaciones de tal modo que para poblaciones de más de 20.000 habitantes serían de 30 a 70 viviendas o 10.000 m2t por ha, en otras poblaciones con PGOU de 10 a 30 viviendas o 7.500 m2t por ha y en los demás núcleos de 10 a 30 viviendas o 5.000 m2t ha. En estos estándares se incluyen los Sistemas Generales y Dotaciones Públicas

El Planeamiento deberá reservar, según el artículo 38 de la ley, del 30 al 80% para viviendas de protección pública de la edificabilidad residencial del sector de SUNC o SUble, pero se podría reducir hasta el 10% en determinados municipios. Se prohíbe el uso residencial de sótanos y semisótanos y el aprovechamiento del subsuelo no superará el 20% en SUNC y SUble salvo en garajes.

## Gestión Urbanística
Se entiende como gestión urbanística al conjunto de procedimientos necesarios para la transformación del uso del suelo y la urbanización.
Así, en suelo urbano consolidado se procederá sobre actuaciones aisladas que se llaman Unidades de Normalización, aplicadas a una o varias parcelas.
Por el contrario en el suelo urbanizable no consolidado y suelo urbanizable se encauzará por actuaciones integradas en las denominadas Unidades de Actuación.
La ejecución de la urbanización será tarea del urbanizador, pudiendo ser este una persona física, jurídica, pública o privada. Sus cometidos serán: ejecutar la urbanización, respetar los instrumentos de planeamiento y costearlos.
Una vez que se termine la urbanización, el ayuntamiento recepcionará en el plazo de uno a seis meses, y el urbanizador, así mismo, debe prestar una garantía de un año para subsanar las deficiencias. Las vías y espacios públicos pasan a ser dominio público, pero en este caso se excluye la conservación y el mantenimiento de los servicios urbanos, que se cubrirán por medio de una entidad de conservación y mantenimiento.
En cuanto a los sistemas de actuación, la ley de medidas sobre urbanismo y suelo de Castilla y León, establece cinco sistemas para su desarrollo, de hecho, es la ley autonómica española que más sistemas recoge, incluyendo el exclusivo de concierto.
- Sistema de concierto.
- Sistema de compensación.
- Sistema de cooperación.
- Sistema de concurrencia
- Sistema de expropiación.

## Intervención en el uso del suelo
La intervención en el uso del suelo en la ley de Castilla y León, viene determinada por los siguientes instrumentos de intervención en el mercado del suelo:
o Licencias Urbanísiticas en Castilla y León.
o Órdenes de ejecución.
o Declaración de Ruina.
o Protección de la legalidad urbanística en Castilla y León.

## Intervención en el mercado del suelo
Los aspectos más determinantes de la ley son los siguientes:
o Patrimonios Públicos del suelo.
o Programas Municipales de suelo.
o Derecho de Superficie.
o Derecho de Tanteo y Retracto.

## Organización y Coordinación Administrativa
En este título la ley establece las competencias de los municipios, las diputaciones y la Comunidad Autónoma en materia urbanística, así como la organización de los siguientes entes propios:
• Consejo de Urbanismo y Ordenación del Territorio de Castilla y León. Es un órgano permanente, deliberante y consultivo para asegurar la coordinación administrativa y la participación social en la elaboración, aprobación y ejecución del Planeamiento.
• Comisiones Territoriales de Urbanismo. Tienen las mismas características que el Consejo y funciones en aspectos tales como: autorizaciones excepcionales de usos en suelo rústico, aprobación definitiva de instrumentos de planeamiento, subrogación en compentecias municipales...
• Comisiones Territoriales de Valoración. Son las encargadas de decidir sobre los procedimientos de justiprecio en las expropiaciones realizadas por la Comunidad Autónoma, las Diputaciones provinciales y los municipios.

## Información Urbanística y Participación Social
La actualidad de la presente ley y la determinación del legislador, hace que sea una de las leyes urbanísticas autonómicas que más medios pone al ciudadano para la participación a nivel urbanístico.
La ley establece el derecho de las personas físicas y jurídicas sin manifestar interés determinado y con confidencialidad al acceso a la información urbanística, se reconoce la prioridad de los propietarios y afectados en cada actuación.
Se crea el Registro de Urbanismo de Castilla y León para garantizar la publicidad, y en él se encontrará un ejemplar de cada instrumento de Ordenación, Planeamiento y Gestión aprobados por la Junta.
El establecimiento de la Cédula Urbanísticaa para los municipios con más de 20.000 habitantes o que tengan Plan General de Ordenación Urbana (PGOU) facilita el servicio de consulta urbanística. Ésta cédula es un documento normalizado de las circunstancias urbanísticas de cada terreno.
Los informes de seguimiento son preceptivos para los municipios de más de 5.000 habitantes, deben presentarlo de forma pública y periódica con la actividad urbanística que han desarrollado e incluyendo también la sostenibilidad ambiental y económica, así como la gestión de Patrimonio Público del Suelo.